# كوساكو ماتسومورا
كوساكو ماتسومورا (باللغة اليابانية: 松茂良 興作 عاش منذ عام 1829 إلى عام 1898) كان معلم كاراتيه ريوكيو. قام كوساكو ماتسومورا بتعليم توماري تي. كما أنه قام أيضا بتعليم جيجن ريو. من بين طلاب كوساكو ماتسومورا ، الذين قاموا في التأثير على الأجيال الجديدة من خلال طلابهم ، كان تشوكي موتوبو وتشوتوكو كيان.

## تعليمه لتشوتوكو كيان
يُنسب إلى كوساكو ماتسومورا تعليم تشوتوكو كيان اسلوب الكاتا شينتو (وهي تعتبر نسخته الخاصة ويجب عدم الخلط بينها وبين النسخة الخاصة بسوكون ماتسومورا من نفس الكاتا). طالبة أخرى من ماتسومورا ، مايدا بيتشين ، لها الفضل في تعليم كيان كاتا وانشو.

## للمعلومات الإضافية
- (بالإنجليزية) أكاري كي كاراتيه: كاساكو ماتسومورا